# چیشه (استان لهستان کوچک‌تر)
چیشه (به لهستانی:  Cisie) یک روستا در لهستان است که در گمینا کشانژ ویلکی واقع شده‌است.